# 柏野宏之
柏野 宏之（かしの ひろゆき、1967年6月3日生）は、日本の社会起業家・実業家・投資家。非営利型一般財団法人JATIC（日本先端技術国際インフラ協力機構）代表理事。日本と東南アジア諸国を舞台に、経済・教育・医療・インフラの分野で社会的インパクトを創出するプロジェクトを展開。「個人と社会」「生活の質（QoL）と幸福度（ウェルビーイング）」の両立を軸に、公益性と持続性を兼ね備えた「自立支援型社会モデルの共創」を推進している。

## 略歴
香川県での原体験
香川県高松市に生まれる。家業は飲食業。幼少期より仕入れ、接客、会計、調理などに広く従事した経験は、のちに「場の設計」が人間の行動と関係性に及ぼす影響を体感的に理解するきっかけとなった。二十代で独立し、複数の飲食店舗を経営。バブル崩壊を受けて経営環境が一変し、将来的な持続可能性を冷静に判断し、撤退を決断する。

保険業・証券業での視座の転換
保険業界に転身。年間1,000人を超える顧客との対話を通じて、人間の意思決定が必ずしも合理性だけで動かないこと、健康や家族といった抽象的要素も大きな意味を持つことを学ぶ。この時期に、「QoLの向上」が必ずしも「ウェルビーイングの向上」と一致しないとの認識に至った。
続いて、証券業界に転身。国際金融都市・香港を拠点に、ASEAN各国（ベトナム、カンボジア、インドネシア、フィリピン、マレーシアなど）の現地事業調査や開拓に従事。各国の制度、宗教、文化が経済構造とどう結びつくかを現場から学び、既存価値基準による世界観では捉えきれない、人間の営みと社会の営みの分断や不均衡を目の当たりにした。

カンボジア移住
2011年、急成長を遂げるカンボジアに移住。不動産業や日本企業の進出支援などに取り組む。2012年、カンボジア人女性と結婚し、現地社会との関係性が深まる。
ある仏教寺院での体験が、価値観の転換の契機となった。視察先で事業成功祈願に訪れた仏教寺院で見た猿回し。その直後、妻が祈ったのは事業の成功ではなく、猿の来世の幸福だった。
「あの猿は今生で猿回しをさせられて可哀想。来世では自由を手に入れ、幸せになれますように。」
その祈りは、無自覚に抱えていた違和感を言語化する契機となった。事業の成功と他者の幸福、利益と祈り。その隔たりにある断絶を越えて、「個人の幸福」と「社会全体の幸福」の統合が必要だと痛感した。この体験は、のちのJATIC設立における思想的な起点となった。

JATIC設立と思想
これまでの体験は、感情・文化・信仰が折り重なった人間社会の複雑さ——合理性や制度では推し量れない、「多層的な価値の構造」への理解を深めていった。その設立思想には、以下のような経験的背景が反映されている。

飲食業
物理的な場の設計が、人間の関係性に直接作用することを体感した。この理解は、地域社会における「共生（参加・非参加の自由意思）」と「共創（共通課題に対する相互貢献）」という思想に発展する。

保険業
合理的経済行動の裏側にある、非合理な人間の感情・希望・恐れへの気づきは、「QoLとウェルビーイングの両立」「受益者個人とその所属社会の両立」という視点を提供した。

証券業
制度的不均衡に晒される成長経済を目の当たりにし、「保護」や「寄付」ではなく、「自立」を中核に据えた支援モデルの必要性を感じた。

カンボジア移住
宗教的・文化的な価値観の中に身を置くことで、経済合理性とは異なる幸福の指標に触れた。これが、「生活の質」や「幸福度」という概念の再定義へとつながった。

JATICとは
これらの経験を踏まえ設立されたのが、一般財団法人JATICである。JATICは単なる国際協力機関ではなく、「経済・技術・文化が循環しながら共創される社会システム」の実装を目的としている。
支援を受ける側と与える側という構図は存在せず、「共創の当事者」として、現地の人々とともに社会課題の解決に向かう。「合理性と感情」「経済と文化」「個と社会」——これらの分断されがちな領域の間に、現地の人材とともに協働の仕組みを構築することをミッションとしている。